# Fassmer
Fassmer je německá loděnice sídlící ve městě Berne na řece Vezeře. Roku 1850 ji založil Johannes Fassmer, jako loděnici zaměřující se na stavbu dřevěných a záchranných člunů. Loděnice zaměstnává cca 1100 pracovníků. Staví různé druhy plavidel jak pro civilní uživatele, tak pro vojenská námořnictva, pobřežní stráže a jiné ozbrojené složky. Zaměřuje se na stavbu hlídkových lodí různých kategorií, od malých hlídkových člunů, po velké oceánské hlídkové lodě.

## Vybrané projekty

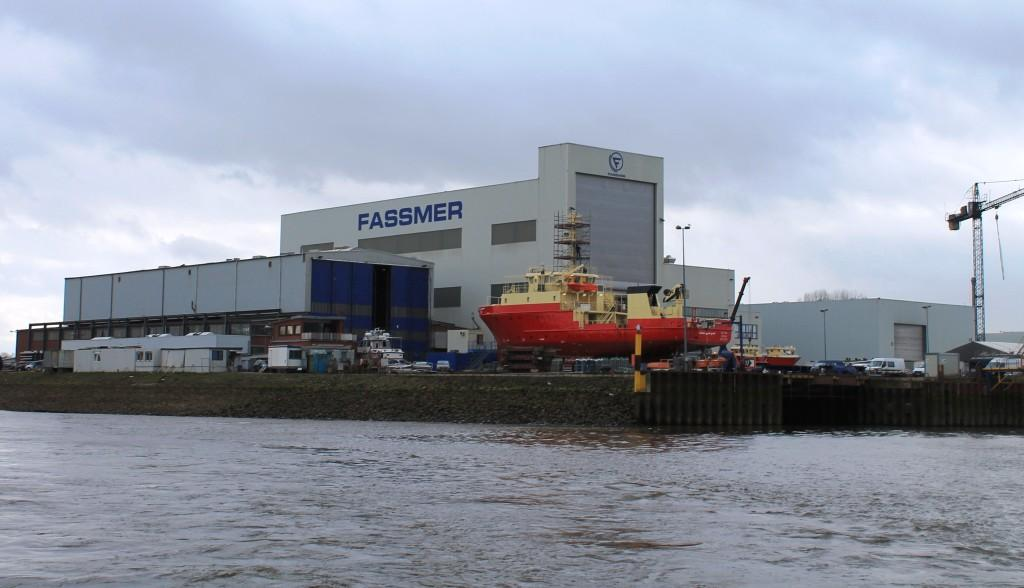
Loděnice Fassmer

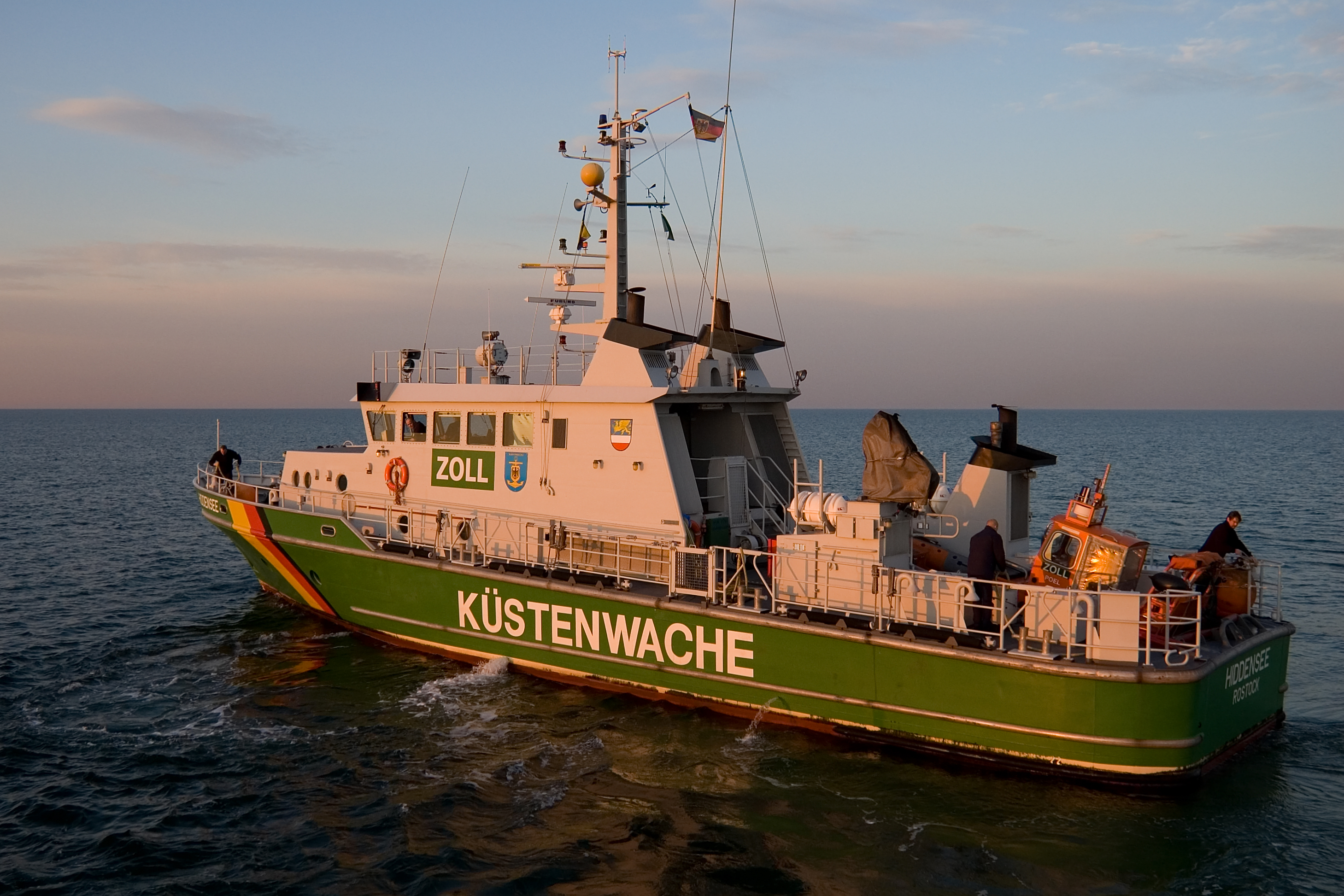
Hlídkový člun Hiddensee typu Fassmer FBP 28

- Patrulleros de Zona Marítima (OPV 80, 11 ks) – oceánské hlídkové lodě navržené pro námořnictva Chile a Kolumbie
- Třída Potsdam (OPV 86, 3 ks) – oceánské hlídkové lodě typu OPV 80 pro německou Spolkovou policii[3]
- Fassmer OPV 80 (4 ks) – Oceánské hlídkové lodě pro Singapurské námořnictvo. Ve stavbě od roku 2024. Derivát třídy Potsdam.[4]
- Fassmer FPB 13 / 25 / 28 / 29 / 34 – série hlídkových člunů
- 11 de Noviembre (PC145) – kolumbijská hlídková loď typu Fassmer CPV 40
- Rainbow Warrior III – loď organizace Greenpeace
- MPV70 MK.II – víceúčelová púodpůrná loď pro Ekvádorské námořnictvo